# Jessica Keilholz-Busch
Jessica Keilholz-Busch (* 1984 in Viersen) ist eine deutsche Kunsthistorikerin und Direktorin des Franz Marc Museums in Kochel am See.

## Biografie
Keilholz-Busch studierte Kunstgeschichte, Psychologie und Politische Wissenschaften in Bonn. Nach Stationen an der Schirn Kunsthalle Frankfurt, dem Museum Kunstpalast in Düsseldorf und  dem Art Center Basel arbeitete  sie  seit 2018 als Kuratorin und Kustodin für Klassische Moderne und Wilhelm Lehmbruck im Lehmbruck-Museum in Duisburg. Seit 2024 leitet sie das Franz Marc-Museum in Kochel am See.